# Uchi-Kanda
Uchi-Kanda (内神田) est un quartier de Chiyoda, Tokyo. À la date du 1er mars 2008, sa population était de 1 277 habitants. Son code postal est 101-0047.
Situé dans la partie nord de Chiyoda, Tokyo, le quartier Uchi-Kanda borde les quartiers de  Kanda-Mitoshirochō,  Kanda-Tsukasamachi,  Kanda-Tacho et  Kanda-Kajichō situés plus au nord,  Kajichō à l'est,  Nihonbashi-Hongokuchō, Chūō au sud-est, Otemachi au sud, et  Kanda-Nishikichō à l'ouest.
Uchi-Kanda est un quartier commercial avec de nombreux immeubles de bureaux et de magasins.
La branche japonaise de American Megatrends a ses bureaux à Uchi-Kanda. 